# راهوبيات
الراهوبيات (الاسم العلمي: Microbotryales)، رتبة فطور مجهرية من طائفة الراهوباوات من الدعاميات.
تضم الرتبة فصيلتين، 9 أجناس، و 114 نوعًا. تم تقييد الرتبة في عام 1997.